# Tepoxtlán, Guerrero
Tepoxtlán är en ort i Mexiko.   Den ligger i kommunen Ahuacuotzingo och delstaten Guerrero, i den sydöstra delen av landet, 190 km söder om huvudstaden Mexico City. Tepoxtlán ligger 858 meter över havet och antalet invånare är 442.
Terrängen runt Tepoxtlán är huvudsakligen lite bergig. Tepoxtlán ligger nere i en dal. Runt Tepoxtlán är det glesbefolkat, med 18 invånare per kvadratkilometer. Närmaste större samhälle är Xocoyolzintla, 6,1 km söder om Tepoxtlán. Omgivningarna runt Tepoxtlán är en mosaik av jordbruksmark och naturlig växtlighet.